# 北海道道149号大沼公園インター線
北海道道149号大沼公園インター線（ほっかいどうどう149ごう おおぬまこうえんインターせん）は、北海道茅部郡森町を通る北海道道（主要地方道）である。

## 概要

### 路線データ
- 起点：北海道茅部郡森町字赤井川（国道5号・北海道道43号大沼公園鹿部線交点）
- 終点：北海道茅部郡森町字赤井川（道央自動車道 大沼公園IC、北海道道843号宿野辺保養基地線交点）
- 総延長：1.000 km
- 実延長：0.987 km
- 重用延長：0.013 km

### 道路管理者
- 渡島総合振興局 函館建設管理部 八雲出張所

## 歴史
- 1993年（平成5年）5月11日 - 建設省から、道道宿野辺保養基地線の一部が大沼インター線として主要地方道に指定される[1]。
- 1994年（平成6年）
  - 4月1日 - 1112号大沼インター線として路線認定[2]。
  - 10月1日 - 路線番号を149号に変更[3]。
- 2012年（平成24年）11月10日 - 路線名を大沼公園インター線に改称[4]。

## 地理

### 通過する自治体
- 渡島総合振興局
  - 茅部郡森町

### 交差する道路
森町
- 国道5号 - 字赤井川（起点）
- 北海道道43号大沼公園鹿部線（支線） - 字赤井川（起点）
- 道央自動車道 大沼公園IC - 字赤井川（終点）
- 北海道道843号宿野辺保養基地線 - 字赤井川（終点）

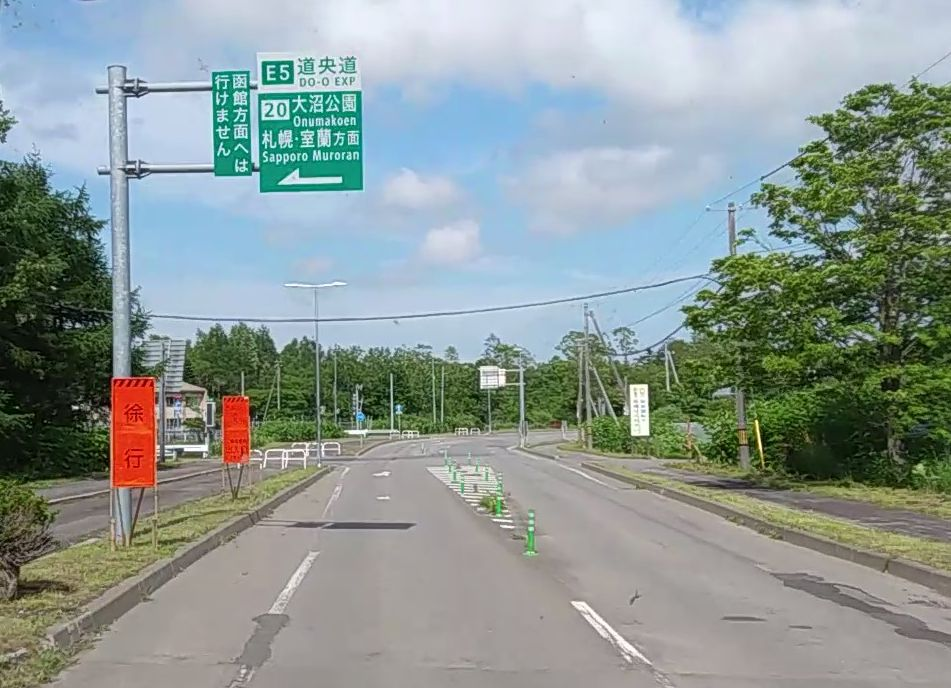
北海道道149号大沼公園インター線・道央自動車道交点（北海道道843号宿野辺保養基地線側から）
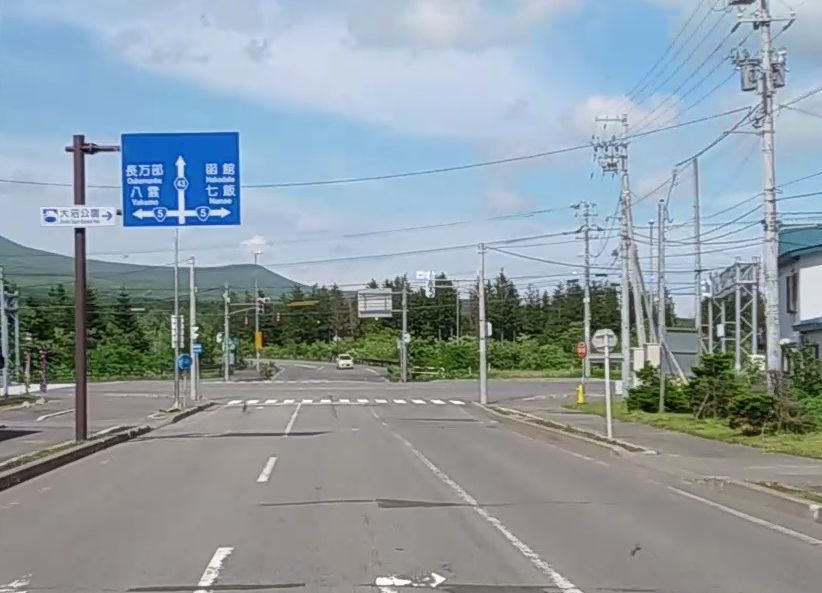
北海道道149号大沼公園インター線・起点及び国道5号・北海道道43号大沼公園鹿部線交点（終点側から）
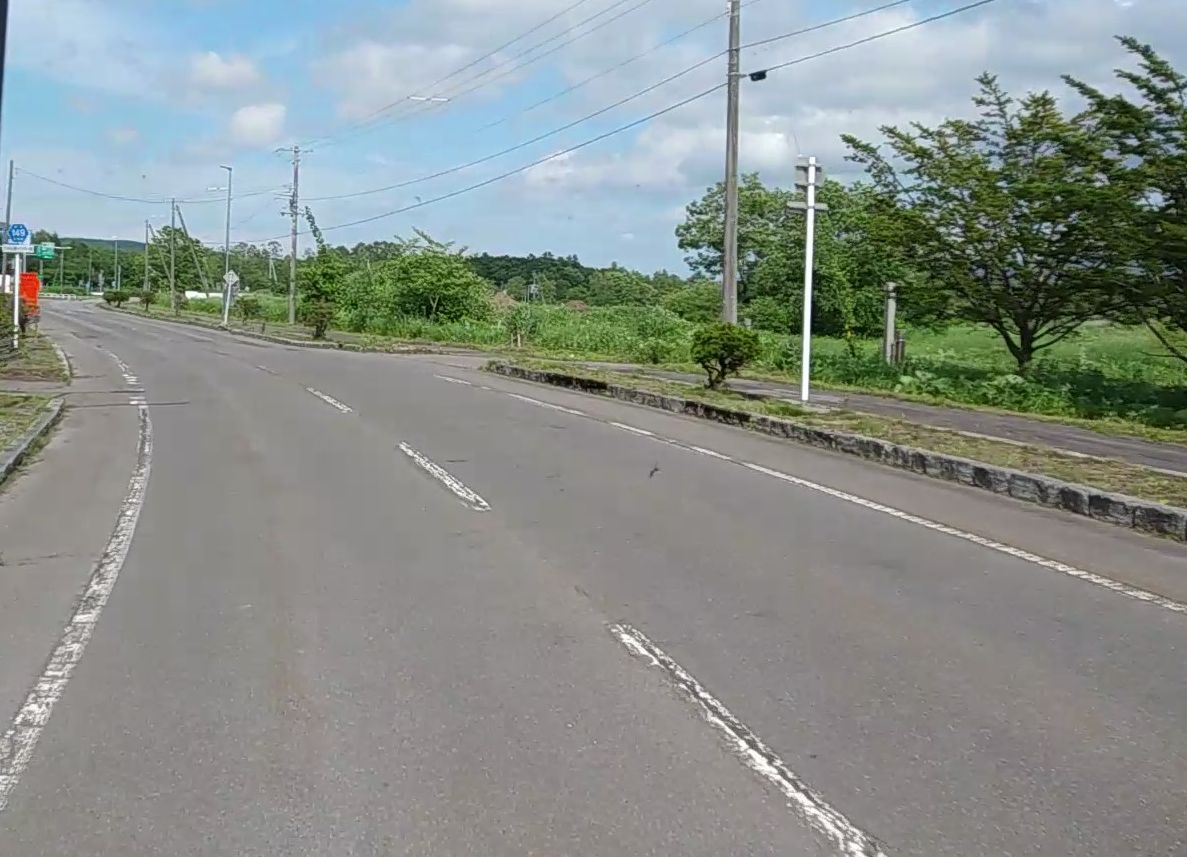
北海道道149号大沼公園インター線・終点（北海道道843号宿野辺保養基地線側から）
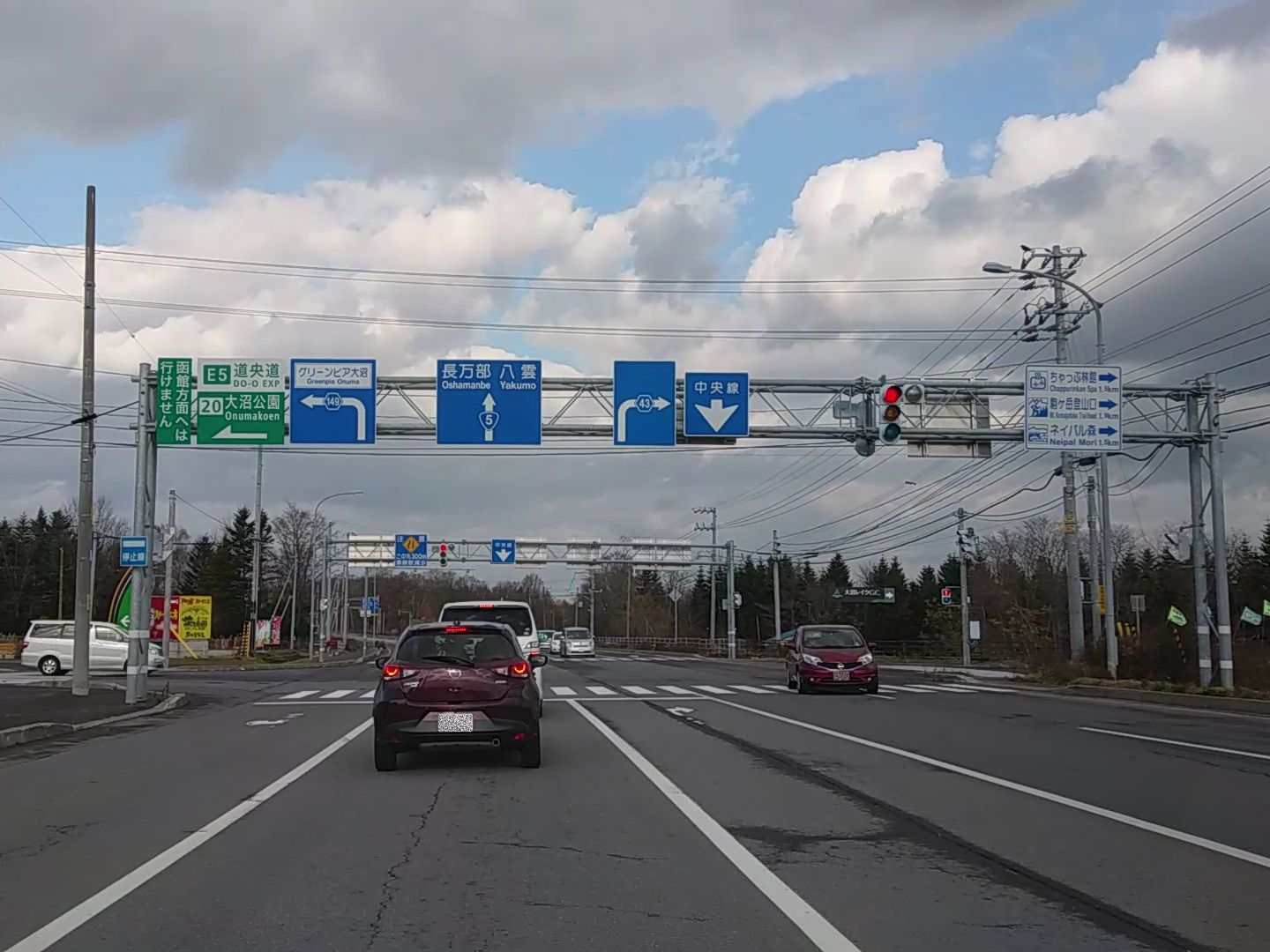
北海道道149号大沼公園インター線・起点及び国道5号・北海道道43号大沼公園鹿部線交点（国道5号起点（函館）側から）